# Saratoga (Nowy Jork)
Saratoga – miasto w Stanach Zjednoczonych, w stanie Nowy Jork, w hrabstwie Saratoga.